# Julius Drescher
Julius Drescher (* 20. Mai 1920 in Brilon; † 8. Juni 2015) war ein deutscher Politiker der SPD. Er war 1956 bis 1958 sowie 1961 bis 1963 Bürgermeister von Brilon und 1956 bis 1962, 1963 bis 1966 sowie 1968 bis 1980 nordrhein-westfälischer Landtagsabgeordneter.

## Ausbildung und Beruf
Nach dem Besuch der Volksschule und des humanistischen Gymnasiums leistete er ab 1938 Wehrdienst und nahm bis 1945 als Soldat am Zweiten Weltkrieg teil. Er arbeitete anschließend 1945 bis 1949 im elterlichen Vermessungsbüro, das er ab 1949 als Geschäftsführer leitete. Daneben wurde er 1952 Vorsitzender der Arbeiterwohlfahrt Brilon.
Partei

Drescher trat 1946 der SPD bei, wurde 1949 erster Vorsitzender des Ortsvereins Brilon und 1948 Ratsmitglied der Stadt Brilon.
Abgeordneter

Drescher war 1948 bis 1974 Mitglied des Kreistages Brilon. Dem Landtag Nordrhein-Westfalen gehörte er vom 29. Oktober 1956 bis 20. Juli 1962, vom 26. August 1963 bis 23. Juli 1966 und vom 10. Juli 1968 bis 28. Mai 1980 an. Der Landtag wählte ihn zum Mitglied der Bundesversammlungen 1949, 1959 und 1964.

## Öffentliche Ämter
Von 1956 bis 1958 und von 1961 bis 1963 amtierte er als Bürgermeister der Stadt Brilon.

## Julius-Drescher-Preis
Nach ihm ist der Julius-Drescher-Preis der SPD im Hochsauerland benannt. Bisherige Preisträger waren
Friedhelm Schumacher (2010), Ensible e. V. (2012), Integrationsrat der Stadt Arnsberg (2015)